# Nick Heidfeld
Nick Lars Heidfeld (* 10. Mai 1977 in Mönchengladbach) ist ein ehemaliger deutscher Automobilrennfahrer. Er trat von 2000 bis 2011 in der Formel-1-Weltmeisterschaft an. Die meisten Rennen absolvierte er für den in Hinwil beheimateten Rennstall Sauber, der einige Zeit als BMW Sauber antrat. Sein größter Erfolg war neben einer Pole-Position und insgesamt acht zweiten Plätzen der fünfte Platz in der Gesamtwertung 2007.
Von 2012 bis 2016 fuhr er in der FIA-Langstrecken-Weltmeisterschaft (WEC) für Rebellion Racing. Danach bestritt er nur noch sporadisch Langstreckenrennen für Rebellion in der nordamerikanischen SportsCar Championship.
Außerdem trat er ab 2014 in der FIA-Formel-E-Meisterschaft an. Hier fuhr er in der Debütsaison zunächst für Venturi, von 2015 bis 2018 stand er bei Mahindra als Stammpilot unter Vertrag.
Heidfeld wurde 1997 deutscher Formel-3- sowie 1999 Formel-3000-Meister.
Zusammen mit Dilbagh Gill gründete er die Formel G, die sich 2023 in FG Series umbenannt hat.

## Karriere

### Anfänge im Motorsport
Als Fünfjähriger begann Heidfeld seine Rennsportkarriere, als er in einem Verein mit seinen Brüdern (Tim, Sven) an Motocross-Rennen teilnahm. Nach einem Unfall, bei dem sein Bein zwischen Schutzblech und weiter laufendem Rad eingeklemmt blieb, untersagten ihm seine Eltern den Sport, denn beinahe hätte er einen Wadenmuskel verloren.

#### Kartsport
Schon als Sechsjähriger wäre er nach eigenem Bekunden gerne Kart gefahren. Doch Karts waren für ihn zu groß: „Ich war aber zu klein. An den Leihkartbahnen gab es immer solche Stangen: Wer darunter durchlaufen konnte, durfte nicht fahren.“ Nach einem Ausflug zum Nürburgring überzeugte er seine Eltern 1984, es noch einmal versuchen zu dürfen. Eine Decke und zwei Reifen halfen den Abstand zum Lenkrad zu überbrücken. Als er dann noch seinen Vater Wolfgang überholte und weit hinter sich hielt, versprach man ihm den Kauf eines eigenen Karts, das dann 1985 den Sprung in den Motorsport bedeutete.
Im Kartclub in Kerpen-Manheim trat er unter anderem auch gegen Michael und Ralf Schumacher an. Eine WDR-Dokumentation jener Jahre zeigt den sehr kindlichen Nick noch auf dem Schoß von Mutter Schumacher sitzend, die damals das Clubheim betrieb. Während dieser Zeit nahm er vermehrt an Clubmeisterschaften sowie nationalen und internationalen Rennen teil.

#### Anfänge im Motorsport
1994 wechselte Heidfeld in die Monoposto-Klasse Formel Ford 1600. Er gewann bereits in seiner ersten Saison acht von neun Rennen und sicherte sich damit überlegen den Titel. Auch in der nächsten Stufe in der Formel Ford 1800 gewann er 1995 die Meisterschaft. Heidfeld wechselte in die nächsthöhere Klasse, die Formel 3, in der er 1996 drei Rennen gewann und Dritter des Championats wurde. Beim internationalen Formel-3-Masters in Macau erzielte er die Pole-Position und den Laufsieg. 1997 gewann er schließlich den deutschen Formel-3-Titel, der ihm die Unterstützung von Mercedes-Benz einbrachte.
Dank dieser Unterstützung testete Heidfeld bereits im Dezember 1997 erstmals einen Formel-1-Wagen des McLaren-Mercedes-Teams und wechselte in die internationale Formel-3000-Meisterschaft, in der er zwei Jahre für das Juniorteam von McLaren, West Competition, antrat. Nebenbei testete er weiterhin sporadisch in der Formel 1.
In seiner ersten Formel-3000-Saison hatte Heidfeld nach drei Siegen vor dem Finale gute Titelchancen. Beim letzten Rennen wurde jedoch seine Pole-Position wegen eines Fehlers seines Teams nicht anerkannt, sodass er von ganz hinten starten musste. Stattdessen gewann der Kolumbianer Juan Pablo Montoya die Formel-3000-Europameisterschaft.
1999 entschied Heidfeld dann mit vier Siegen und einer Rekordpunktzahl die Meisterschaft für sich. Dabei erreichte er mehr Punkte als der Vizemeister Jason Watt und der Drittplatzierte Gonzalo Rodríguez zusammen. Da McLaren-Teamchef Ron Dennis dem jungen Deutschen kein Cockpit in der Formel 1 anbieten konnte, unterschrieb Heidfeld beim französischen Formel-1-Team Prost Grand Prix, das von Ex-Weltmeister Alain Prost geführt wurde.

### Formel 1

#### Prost (2000)
In seinem ersten Formel-1-Jahr blieb Heidfeld punktlos, was seinem Ruf als schnelles Nachwuchstalent angesichts des schweren, verwindungsschwachen Chassis seines Rennfahrzeugs und des kaum besseren Auftretens seines erfahrenen Teamkollegen Jean Alesi aber kaum schadete. Seine beste Platzierung war der achte Platz beim Großen Preis von Monaco, für den es aber zu dieser Zeit noch keinen Punkt gab. Da Prost Ende der Saison die Werksmotoren von Peugeot verlor, schaute sich Heidfeld frühzeitig nach Alternativen um und wechselte zur Saison 2001 zum Schweizer Sauber-Team.

#### Sauber (2001–2003)
Schon bei Tests im Winter war zu erkennen, dass Sauber ein erheblich besseres Auto gebaut hatte als Prost im Vorjahr. Heidfeld konnte regelmäßig punkten und errang beim Rennen in Brasilien seinen ersten Podestplatz. Am Ende der Saison lag er auf dem achten Rang der Fahrerwertung. Im September 2001 kam es zu einer vorübergehenden Verstimmung mit seinem einstigen Förderer Mercedes-Benz, da McLaren sich entschieden hatte, Heidfelds Teamkollegen Kimi Räikkönen für 2002 zu verpflichten. Der junge Finne fuhr zwar weniger Punkte ein als Heidfeld, überzeugte aber aufgrund seiner im Verhältnis zu seiner Erfahrung außerordentlichen Leistungen vor allem Ron Dennis.
Nach der Saison 2001, in der Sauber den vierten Rang in der Konstrukteurswertung erringen konnte, waren die beiden folgenden Jahre weniger erfolgreich. 2002 fuhr Heidfeld an der Seite des Formel-1-Neulings Felipe Massa, gegen den er sich teamintern durchsetzen konnte, die Konkurrenzfähigkeit seines Wagens hielt sich aber in Grenzen. In der Formel-1-Saison 2003 fuhr Heidfeld neben dem ebenfalls aus Mönchengladbach stammenden Heinz-Harald Frentzen. Nachdem die Ergebnisse sich aber nicht merklich gebessert hatten, entschied sich Sauber die beiden für die Saison 2004 auszutauschen.

#### Jordan (2004)

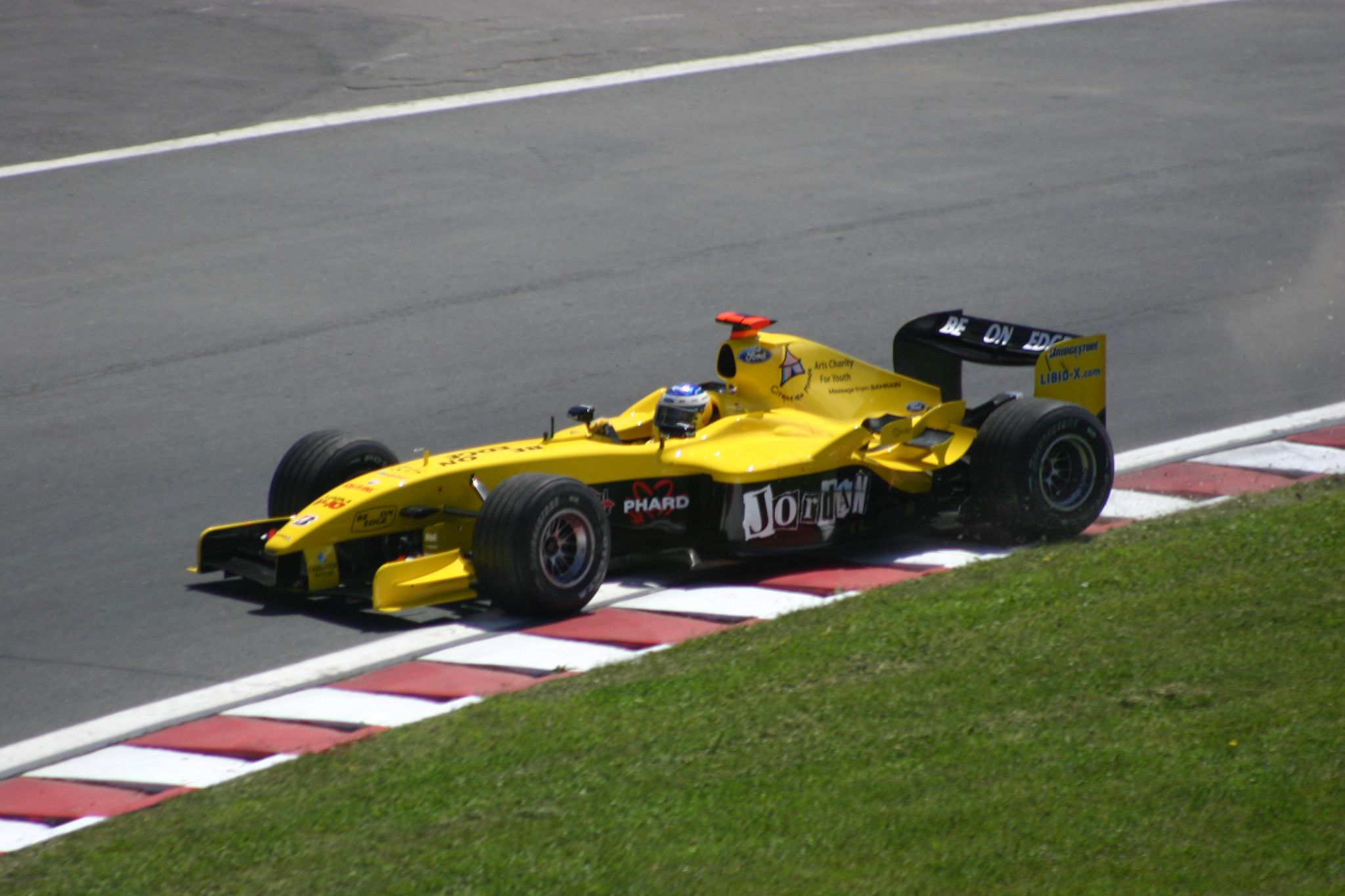
Heidfeld im Jordan, 2004

Heidfeld nahm ein Angebot des Jordan-Teams für die Saison 2004 an. Er kam in diesem Jahr nur zweimal in die Punkte und landete am Ende mit 3 Punkten auf dem 18. Platz in der Gesamtwertung. Sein bestes Resultat war ein siebter Platz beim Großen Preis von Monaco.

#### Williams (2005)

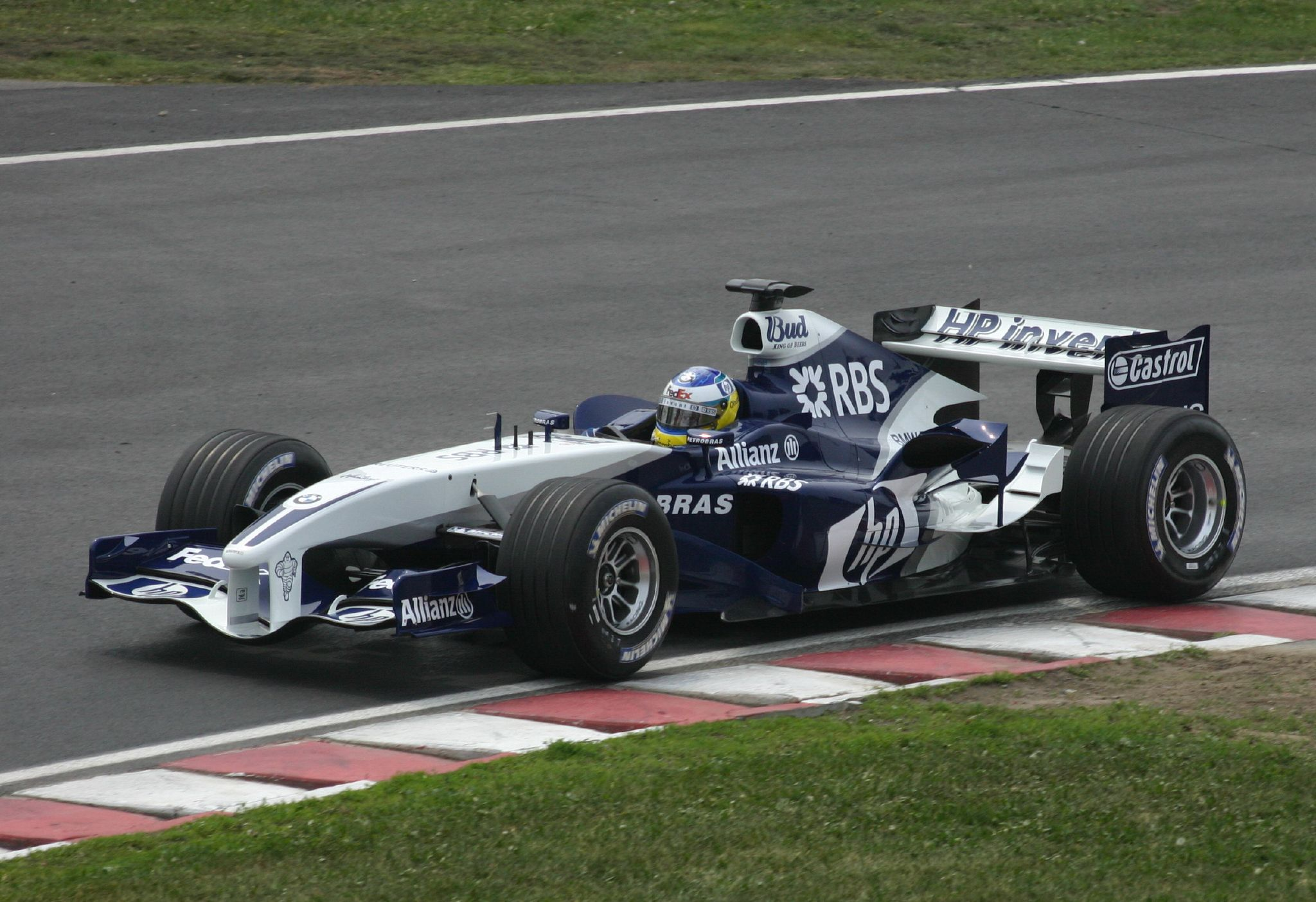
„Quick Nick“ 2005 im Williams FW27 BMW V10

Zum Jahreswechsel 2004/2005 war er als zweiter Stammpilot bei Williams im Gespräch. Da ihm einige Experten, wie zum Beispiel Hans-Joachim Stuck zwar rennfahrerische Kompetenz zugesprochen, aber jegliches persönliches Profil abgesprochen hatten, kam dies überraschend. Lediglich der frühere Formel-1-Pilot und BMW-Motorsportdirektor Gerhard Berger sprach sich für Heidfeld aus. Heidfeld musste, um bei Williams fahren zu dürfen, direkte Vergleichstests gegen den vorherigen Testpiloten Antonio Pizzonia bestreiten, den er dabei aber klar übertreffen konnte. Ende Januar 2005 verkündete Frank Williams offiziell, dass Heidfeld zweiter Stammfahrer neben Mark Webber sein würde.
Von BMW-Motosportchef Mario Theissen bekam Heidfeld im Zusammenhang mit seinem öffentlichen Auftreten ein großes Lob: „Nick hat einen beeindruckenden Job gemacht. Er hat sich das zweite Cockpit mit seiner souveränen Vorstellung verdient.“ Im Laufe der Saison 2005 fuhr Heidfeld auf einem Level mit Webber. Als Saisonhöhepunkte gelten sein zweiter Platz in Monaco und seine erste Pole-Position auf dem Nürburgring. Ab dem Großen Preis von Italien wurde Heidfeld durch Pizzonia ersetzt. Anfangs konnte Heidfeld wegen eines Trainingsunfalls nicht starten, später musste er wegen einer weiteren Verletzung pausieren.

#### BMW Sauber (2006–2009)

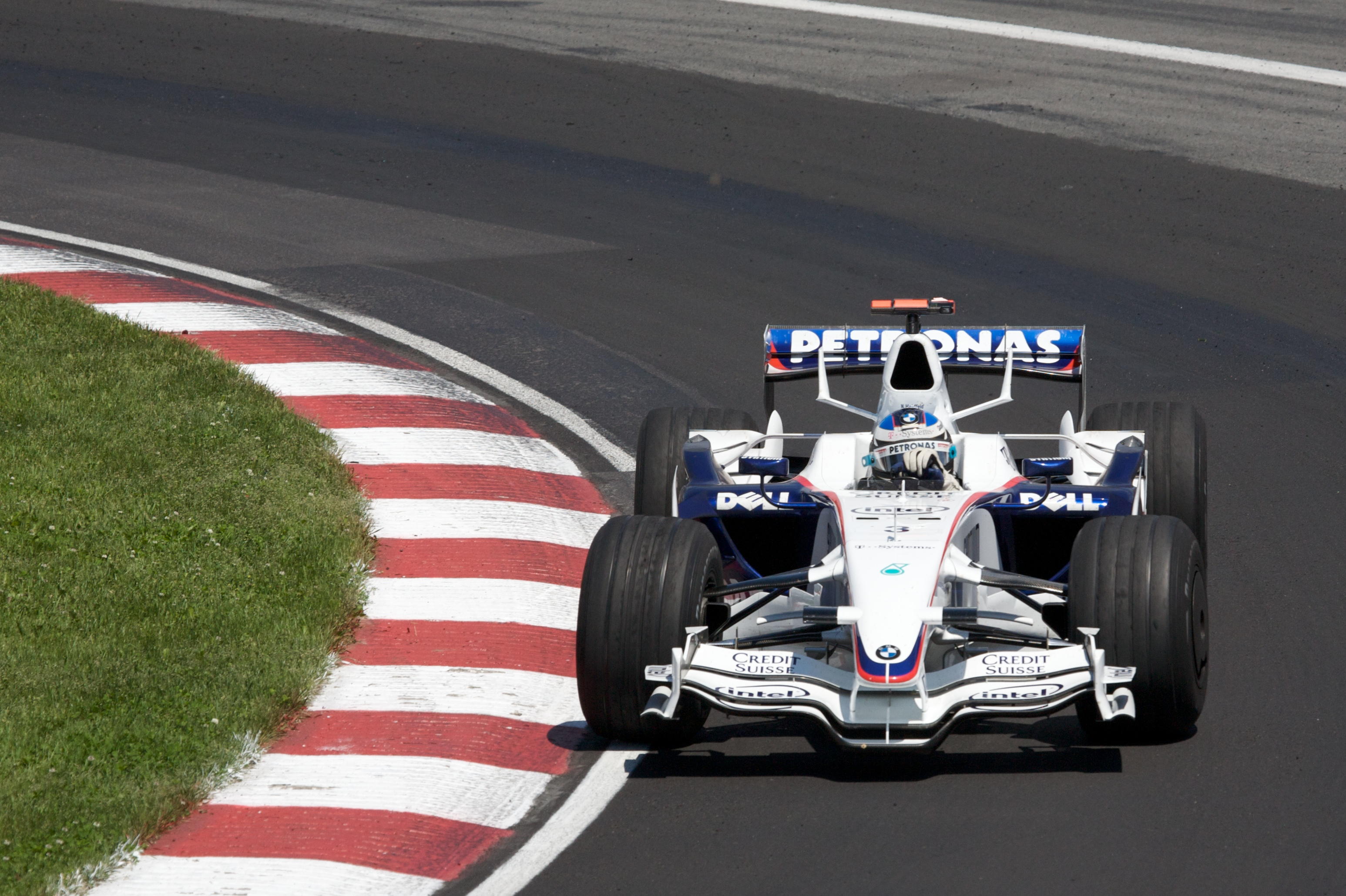
Viermal Zweiter im BMW-Sauber F1.08, hier beim GP Kanada

Nachdem sich BMW als Motorenlieferant von Williams getrennt und entschieden hatte, durch die Übernahme des Sauber-Rennstalls ein eigenes Team aufzubauen, wurde auch Heidfeld an Bord geholt. Neben ihm wurde für die Saison 2006 Ex-Weltmeister Jacques Villeneuve verpflichtet, der jedoch nicht überzeugen konnte und im Laufe der Saison durch den bisherigen Testfahrer des Teams, Robert Kubica, ersetzt wurde. Heidfeld etablierte sich mit seinem Team im Mittelfeld und konnte regelmäßig Punkte sammeln. Für die Saison 2007 wurde das Ziel formuliert, sich unter die Top Vier der Konstrukteurswertung zu schieben.
In den ersten drei Rennen der Saison 2007 erreichte Heidfeld jeweils den vierten Platz und etablierte sich damit schon zu Anfang als dritte Kraft hinter Ferrari und McLaren. Das Team konnte diese Position durch die Saison halten und belegte am Ende – bedingt durch die Disqualifikation des McLaren-Teams – sogar den zweiten Platz unter den Konstrukteuren. Beim Großen Preis von Kanada konnte Heidfeld das beste Saisonergebnis herausfahren, als er hinter Sieger Lewis Hamilton Zweiter wurde. Dieses Ergebnis stellte zugleich das beste Resultat in der Teamgeschichte dar. Heidfelds gutes Ergebnis wurde allerdings durch einen schweren Unfall seines Teamkollegens Kubica überschattet, der darauf beim nächsten Rennen pausieren musste.
Am 21. August 2007 gab BMW-Motorsportdirektor Mario Theissen bekannt, dass Heidfelds Vertrag für die Saison 2008 verlängert wurde. Am Saisonende belegte Heidfeld den fünften Platz in der Fahrerweltmeisterschaft und er musste sich somit nur den Ferrari- und McLaren-Piloten geschlagen geben.
Die Saison 2008 begann mit einem zweiten Platz beim Großen Preis von Australien für ihn erfolgreich. Im weiteren Verlauf war er seinem Teamkollegen Kubica jedoch mehrfach, vor allem im Qualifying, unterlegen. Beim Großen Preis von Kanada erzielte Kubica gar den ersten Sieg für BMW Sauber, nachdem Heidfeld für mehrere Runden in Führung gelegen war. Das Rennen beendete er auf Platz zwei. Heidfeld, der auch in Großbritannien und Belgien Zweiter geworden war, gelang es auch in der weiteren Saison nicht, ein Rennen zu gewinnen. Am Saisonende belegte er den sechsten Platz in der Fahrerweltmeisterschaft. Teamintern unterlag er Kubica mit 60 zu 75 Punkten.
Obwohl Heidfeld seinem Teamkollegen unterlag, ging er auch in der Saison 2009 für BMW Sauber an den Start. Sauber setzte zum Anfang der Saison das Energierückgewinnungssystem KERS ein, konnte jedoch nicht um den WM-Titel mitfahren. Dennoch fuhr Heidfeld bereits beim zweiten Rennen in Malaysia auf den dritten Platz. Nachdem das Rennen wegen starken Regens hatte abgebrochen werden müssen und da es nicht mehr neu gestartet werden konnte, wurde für das Rennergebnis die vorherige Runde gewertet, in der Heidfeld den zweiten Platz belegte. Da weniger als 75 % der Renndistanz absolviert wurden, erhielten die Fahrer nur halbe Punkte. Nachdem das Team den Rückstand am Saisonanfang nicht mehr hatte aufholen können, gab BMW nach dem Großen Preis von Ungarn bekannt, dass man zum Jahresende aus der Formel 1 aussteigen werde. Nach dieser Entscheidung erzielte Heidfeld noch bei weiteren vier Rennen Punkte. In der Gesamtwertung belegte er mit 19 Punkten den 13. Platz und lag somit genau einen Platz vor Kubica, der 17 Punkte erzielte.

#### Mercedes/Pirelli (2010)
Am 4. Februar 2010 gab Mercedes Grand Prix bekannt, dass Heidfeld in der Saison 2010 die Rolle als Test- und Ersatzfahrer des Teams einnehmen werde. Mitte der Saison wurde Heidfeld von Mercedes freigestellt, um als Testfahrer zum Reifenhersteller Pirelli zu wechseln. Zudem war er in dieser Saison, bis zu seinem Abschied von Mercedes, Präsident der Fahrergewerkschaft GPDA.

#### Sauber (2010)

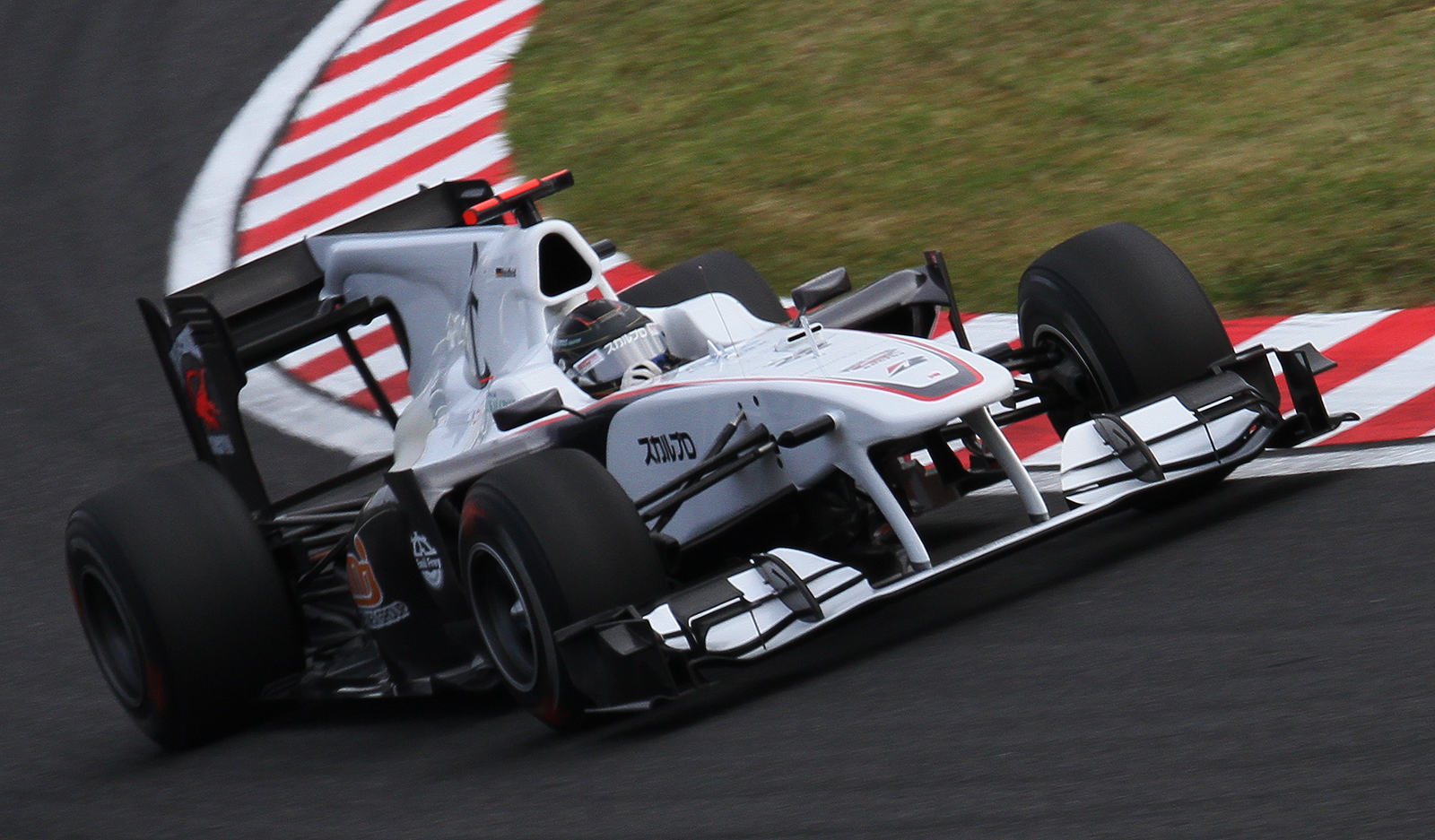
Sauber-Pilot Heidfeld im Training zum Großen Preis von Japan 2010

Ab dem Großen Preis von Singapur kehrte Heidfeld zu Sauber Motorsport zurück und ersetzte den Spanier Pedro de la Rosa. Damit stand Heidfeld zum insgesamt dritten Mal bei den Schweizern unter Vertrag. Beim Großen Preis von Japan erzielte er mit einem achten Platz seine erste Platzierung in den Punkterängen, die zugleich seine beste war. In der Endphase des Rennens ließ er seinen Teamkollegen, der strategiebedingt über bessere Reifen verfügte, ohne Widerstand auf Platz sieben liegend passieren. Heidfeld bestritt in der Saison fünf Rennen für Sauber, in denen er von den Punkten (sechs zu elf) nicht mit seinem Teamkollegen Kamui Kobayashi mithalten konnte. Allerdings konnte er in weniger Rennen genauso viele Punkte wie sein Vorgänger de la Rosa erzielen. Auch das Qualifying-Duell ging mit eins zu vier gegen den Deutschen, der nur bei seinem letzten Grand Prix einen vergleichbaren Motor hatte, aus. Am Saisonende belegte er den 18. Platz in der Fahrerweltmeisterschaft.

#### Renault (2011)

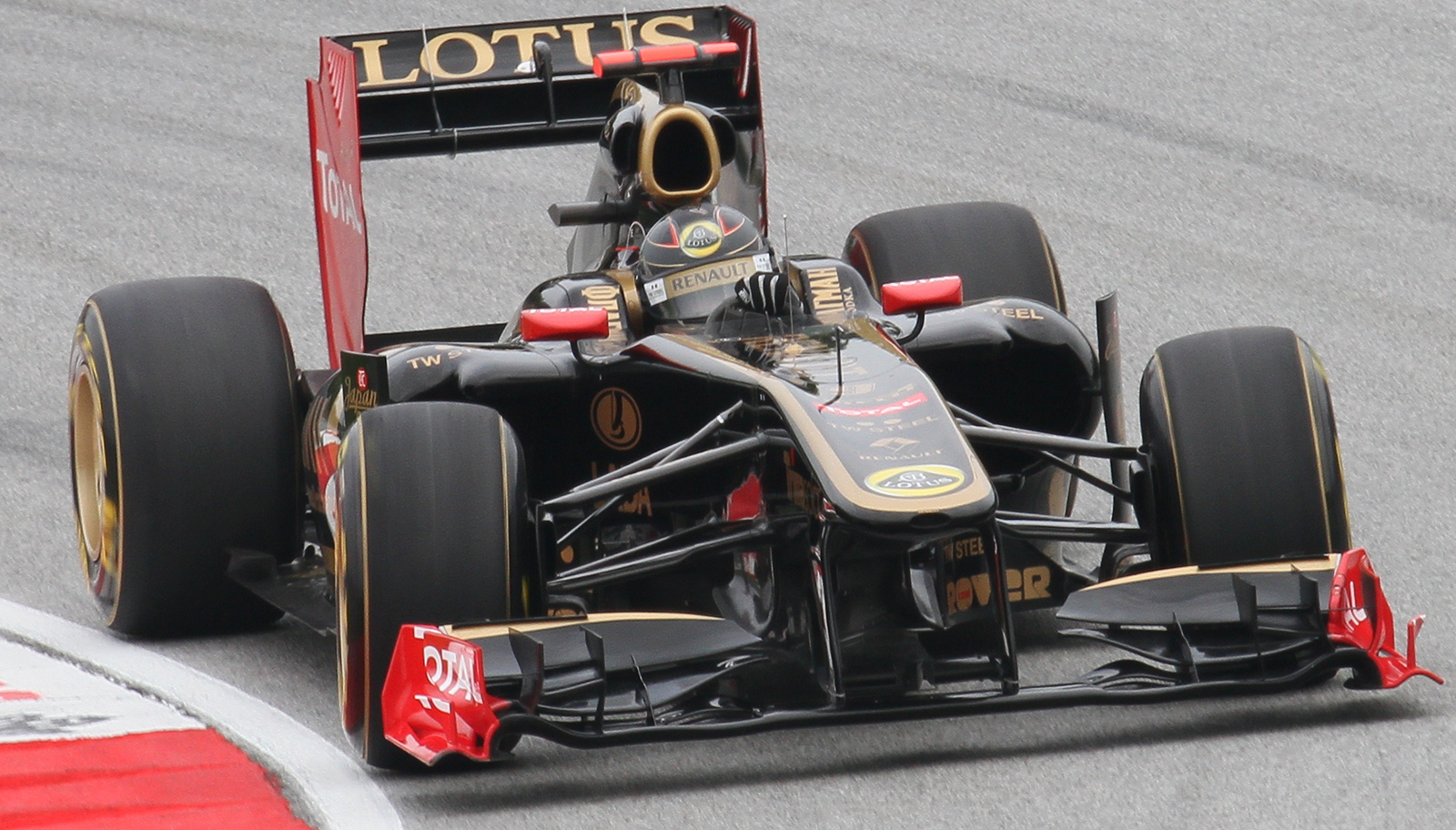
Heidfeld im Qualifying zum Großen Preis von Malaysia

Für die Saison 2011 stand Heidfeld zunächst bei keinem Team unter Vertrag, eine Rückkehr zu Mercedes als Test- und Ersatzfahrer galt aber als recht sicher. Nachdem sich sein ehemaliger Teamkollege Robert Kubica bei einem Rallye-Unfall schwer verletzt hatte, wurde Heidfeld als möglicher Ersatz bis zur vollständigen Genesung Kubicas gehandelt. In der Folge nahm er an Testfahrten für das Renault-Team teil, bei denen er eine Tagesbestzeit erzielte. Mitte Februar wurde er von Renault als Ersatz für den ausgefallenen Kubica unter Vertrag genommen, wo er neben Witali Petrow fuhr. Nachdem er beim Saisonauftakt nach einer unverschuldeten Kollision, die sein Fahrzeug maßgeblich beschädigt hatte, ohne Punkte blieb, beendete er das zweite Rennen in Malaysia auf dem dritten Platz. Dabei gelang es ihm, Red-Bull-Pilot Webber in den letzten Runden hinter sich zu halten. Beim fünften Rennen, dem Großen Preis von Spanien, nahm er wegen eines technischen Defekts nicht am Qualifying teil und musste vom letzten Startplatz starten. Im Rennen zeigte er einige Überholmanöver und verbesserte sich auf den achten Platz. Nachdem sich leitende Mitarbeiter des Rennstalls nicht mit seinen Leistungen zufrieden zeigten, wurde Heidfeld nach dem Großen Preis von Ungarn durch Bruno Senna abgelöst. Teamintern lag Heidfeld zu diesem Zeitpunkt mit 34 zu 32 Punkten knapp vor Petrow. Am Saisonende belegte er den elften Platz in der Weltmeisterschaft. Nach Heidfelds Abgang knüpfte das Team immer weniger an die anfänglichen Erfolge an und die beiden Piloten erzielten nur noch weitere sieben Zähler.

### WEC und ALMS (2012–2014)
Zur Saison 2012 wechselte Heidfeld in die FIA-Langstrecken-Weltmeisterschaft (WEC) zu Rebellion Racing. Er trat dort in einem Lola-Toyota bei drei Rennen in der LMP1-Klasse im Team mit Neel Jani und Nicolas Prost an. Beim 24-Stunden-Rennen von Le Mans belegten er und seine beiden Teamkollegen den vierten Gesamtplatz und entschieden die Wertung der Privatfahrer für sich.
2013 startete Heidfeld weiterhin in der FIA-Langstrecken-Weltmeisterschaft und außerdem in der American Le Mans Series, wo er im Team mit Neel Jani den 2. Rang in der Gesamtwertung belegte.
Auch in der Saison 2014 startete Heidfeld weiterhin für Rebellion.

### Formel E (2014–2018)
2014/15 kehrte Heidfeld in den Formelsport zurück und trat in der neugegründeten FIA-Formel-E-Meisterschaft für Venturi an. Im ersten Rennen, dem Beijing ePrix, kollidierte er in der letzten Rennrunde beim Duell um den Sieg mit Nicolas Prost und verunfallte schwer, blieb aber unverletzt. Auch im zweiten ePrix in Putrajaya kam Heidfeld nach einem Unfall nicht ins Ziel. Beim folgenden Rennen, dem Punta del Este ePrix, erzielte er mit dem zehnten Platz seine erste Punkte-Platzierung. Heidfeld lag bei diesem Rennen zwischenzeitlich in Führung, fiel durch zwei Durchfahrtsstrafen aber nach hinten zurück. Auch beim nächsten Rennen in Buenos Aires ePrix erhielt Heidfeld in Führung liegend eine Durchfahrtsstrafe; er wurde Achter. Beim neunten Rennen in Moskau gelang Heidfeld mit Platz drei die erste Podest-Platzierung. Er schloss die Saison auf dem zwölften Platz im Gesamtklassement ab.
2015/16 wechselte Heidfeld in der Formel E zu Mahindra Racing. Beim Saisonauftakt in Beijing wurde er Dritter. Zum dritten Rennen trat er verletzungsbedingt nicht an und wurde durch Oliver Rowland vertreten. Er beendete die Saison auf dem zehnten Gesamtrang und setzte sich intern mit 53 zu 52 Punkten gegen seinen Teamkollegen Bruno Senna durch. Für die FIA-Formel-E-Meisterschaft 2016/17 blieb Heidfeld bei Mahindra Racing. Auch diesmal wurde er Dritter beim Saisonauftakt, der in Hongkong stattfand. Am Ende der Saison belegte er mit fünf dritten Plätzen als beste Ergebnisse den siebten Platz in der Fahrerwertung.
2017/18 trat Heidfeld erneut für Mahindra in der FIA-Formel-E-Meisterschaft an. Ein weiteres Mal war ein dritter Platz sein bestes Saisonresultat, erneut in Hongkong. Am Saisonende belegte er den elften Platz in der Fahrerwertung. Für die neue Saison erhielt er keinen Vertrag als Stammfahrer mehr, er blieb jedoch als Spezialberater beim Team und wurde Test- und Ersatzfahrer.

## Persönliches
Nick Heidfeld ist der zweite Sohn von Wolfgang und Angelika Heidfeld und wuchs in der niederrheinischen Stadt Mönchengladbach auf. Er besuchte dort mit seinen beiden Brüdern das Hugo-Junkers-Gymnasium, das er mit dem Fachabitur abschloss. Sein jüngerer Bruder Sven (* 25. Oktober 1978) hat ebenfalls eine Motorsport-Karriere eingeschlagen, war 1997 deutscher Formel-Renault-Meister. Seit 2005 hat er eine eigene Rennfahrerschule. Heidfelds älterer Bruder Tim hat keine berufliche Verbindung zum Motorsport. Heidfeld ist nicht verheiratet, lebt aber seit Jahren mit Patricia Papen zusammen. Gemeinsam haben sie drei Kinder. Die Familie lebt in der Gemeinde Stäfa oberhalb des Zürichsees in der Schweiz.
Heidfeld erhielt schon früh den Spitznamen „Quick Nick“. Von 1992 bis 2008 hatte Heidfeld mit dem Sportmanager Werner Heinz einen Management- und Beratungsvertrag abgeschlossen. Er wird seit 2009 von Andre Theuerzeit und dessen Management-Agentur b.a.n.g beraten.

## Statistik

### Karrierestationen
| - 1984–1993: Kartsport - 1994: Deutsche Formel Ford 1800 (Platz 10) - 1994: Deutsche Formel Ford 1600 (Meister) - 1995: Deutsche Formel Ford 1800 (Meister) - 1996: Deutsche Formel 3 (Platz 3) - 1997: Deutsche Formel 3 (Meister) - 1998: Formel 3000 (Platz 2) - 1998: Formel 1 (Testfahrer) - 1999: Formel 3000 (Meister) - 1999: Formel 1 (Testfahrer) - 2000: Formel 1 (Platz 20) | - 2001: Formel 1 (Platz 8) - 2002: Formel 1 (Platz 10) - 2003: Formel 1 (Platz 14) - 2004: Formel 1 (Platz 18) - 2005: Formel 1 (Platz 11) - 2006: Formel 1 (Platz 9) - 2007: Formel 1 (Platz 5) - 2008: Formel 1 (Platz 6) - 2009: Formel 1 (Platz 13) - 2010: Formel 1 (Platz 18) - 2011: Formel 1 (Platz 11) | - 2012: WEC (Platz 14) - 2013: WEC (Platz 8) - 2013: ALMS (Platz 2) - 2014: WEC (Platz 10) - 2015: Formel E (Platz 12) - 2015: WEC (Platz 29) - 2016: Formel E (Platz 10) - 2016: WEC (Platz 14) - 2017: Formel E (Platz 7) - 2018: Formel E (Platz 11) |

### Statistik in der Formel-1-Weltmeisterschaft
Diese Statistik umfasst alle Teilnahmen des Fahrers an der Formel-1-Weltmeisterschaft.

#### Gesamtübersicht
| Saison | Team                     | Chassis          | Motor                 | Rennen | Siege | Zweiter | Dritter | Poles | schn. Rennrunden | Punkte | WM-Pos. |
| ------ | ------------------------ | ---------------- | --------------------- | ------ | ----- | ------- | ------- | ----- | ---------------- | ------ | ------- |
| 2000   | Gauloises Prost Peugeot  | Prost AP03       | Peugeot 3.0 V10       | 16     | –     | –       | –       | –     | –                | –      | 20.     |
| 2001   | Red Bull Sauber Petronas | Sauber C20       | Petronas 3.0 V10      | 17     | –     | –       | 1       | –     | –                | 12     | 8.      |
| 2002   | Sauber Petronas          | Sauber C21       | Petronas 3.0 V10      | 17     | –     | –       | –       | –     | –                | 7      | 10.     |
| 2003   | Sauber Petronas          | Sauber C22       | Petronas 3.0 V10      | 16     | –     | –       | –       | –     | –                | 6      | 14.     |
| 2004   | Jordan Ford              | Jordan EJ14      | Ford Cosworth 3.0 V10 | 18     | –     | –       | –       | –     | –                | 3      | 18.     |
| 2005   | BMW Williams F1 Team     | Williams FW27    | BMW 3.0 V10           | 13     | –     | 2       | 1       | 1     | –                | 28     | 11.     |
| 2006   | BMW Sauber F1 Team       | BMW Sauber F1.06 | BMW 2.4 V8            | 18     | –     | –       | 1       | –     | –                | 23     | 9.      |
| 2007   | BMW Sauber F1 Team       | BMW Sauber F1.07 | BMW 2.4 V8            | 17     | –     | 1       | 1       | –     | –                | 61     | 5.      |
| 2008   | BMW Sauber F1 Team       | BMW Sauber F1.08 | BMW 2.4 V8            | 18     | –     | 4       | –       | –     | 2                | 60     | 6.      |
| 2009   | BMW Sauber F1 Team       | BMW Sauber F1.09 | BMW 2.4 V8            | 17     | –     | 1       | –       | –     | –                | 19     | 13.     |
| 2010   | BMW Sauber F1 Team       | Sauber C29       | Ferrari 2.4 V8        | 5      | –     | –       | –       | –     | –                | 6      | 18.     |
| 2011   | Lotus Renault GP         | Renault R31      | Renault 2.4 V8        | 11     | –     | –       | 1       | –     | –                | 34     | 11.     |
| Gesamt | Gesamt                   | Gesamt           | Gesamt                | 183    | –     | 8       | 5       | 1     | 2                | 259    |         |

#### Einzelergebnisse
| Saison | 1   | 2   | 3   | 4   | 5   | 6   | 7   | 8   | 9   | 10  | 11  | 12  | 13  | 14  | 15  | 16  | 17  | 18  | 19 |
| ------ | --- | --- | --- | --- | --- | --- | --- | --- | --- | --- | --- | --- | --- | --- | --- | --- | --- | --- | -- |
| 2000   |     |     |     |     |     |     |     |     |     |     |     |     |     |     |     |     |     |     |    |
| 9      | DNF | DNF | DNF | 16  | EX  | 8   | DNF | 12  | DNF | 12* | DNF | DNF | DNF | 9   | DNF | DNF |     |     |    |
| 2001   |     |     |     |     |     |     |     |     |     |     |     |     |     |     |     |     |     |     |    |
| 4      | DNF | 3   | 7   | 6   | 9   | DNF | DNF | DNF | 6   | 6   | DNF | 6   | DNF | 11  | 6   | 9   |     |     |    |
| 2002   |     |     |     |     |     |     |     |     |     |     |     |     |     |     |     |     |     |     |    |
| DNF    | 5   | DNF | 10  | 4   | DNF | 8   | 12  | 7   | 6   | 7   | 6   | 9   | 10  | 10  | 9   | 7   |     |     |    |
| 2003   |     |     |     |     |     |     |     |     |     |     |     |     |     |     |     |     |     |     |    |
| DNF    | 8   | DNF | 10  | 10  | DNF | 11  | DNF | 8   | 13  | 17  | 10  | 9   | 9   | 5   | 9   |     |     |     |    |
| 2004   |     |     |     |     |     |     |     |     |     |     |     |     |     |     |     |     |     |     |    |
| DNF    | DNF | 15  | DNF | DNF | 7   | 10  | 8   | DNF | 16  | 15  | DNF | 12  | 11  | 14  | 13  | 13  | DNF |     |    |
| 2005   |     |     |     |     |     |     |     |     |     |     |     |     |     |     |     |     |     |     |    |
| DNF    | 3   | DNF | 6   | 10  | 2   | 2   | DNF | DNS | 14  | 12  | 11  | 6   | DNF | INJ | INJ | INJ | INJ | INJ |    |
| 2006   |     |     |     |     |     |     |     |     |     |     |     |     |     |     |     |     |     |     |    |
| 12     | DNF | 4   | 13  | 10  | 8   | 7   | 7   | 7   | DNF | 8   | DNF | 3   | 14  | 8   | 7   | 8   | 17* |     |    |
| 2007   |     |     |     |     |     |     |     |     |     |     |     |     |     |     |     |     |     |     |    |
| 4      | 4   | 4   | DNF | 6   | 2   | DNF | 5   | 6   | 6   | 3   | 4   | 4   | 5   | 14* | 7   | 6   |     |     |    |
| 2008   |     |     |     |     |     |     |     |     |     |     |     |     |     |     |     |     |     |     |    |
| 2      | 6   | 4   | 9   | 5   | 14  | 2   | 13  | 2   | 4   | 10  | 9   | 2   | 5   | 6   | 9   | 5   | 10  |     |    |
| 2009   |     |     |     |     |     |     |     |     |     |     |     |     |     |     |     |     |     |     |    |
| 10     | 2   | 12  | 19  | 7   | 11  | 11  | 15  | 10  | 11  | 11  | 5   | 7   | DNF | 6   | DNF | 5   |     |     |    |
| 2010   |     |     |     |     |     |     |     |     |     |     |     |     |     |     |     |     |     |     |    |
|        |     |     |     |     |     |     |     |     |     |     |     |     |     | DNF | 8   | 9   | 17  | 11  |    |
| 2011   |     |     |     |     |     |     |     |     |     |     |     |     |     |     |     |     |     |     |    |
| 12     | 3   | 12  | 7   | 8   | 8   | DNF | 10  | 8   | DNF | DNF |     |     |     |     |     |     |     |     |    |

| Legende  | Legende            | Legende                                                          |
| Farbe    | Abkürzung          | Bedeutung                                                        |
| -------- | ------------------ | ---------------------------------------------------------------- |
| Gold     | –                  | Sieg                                                             |
| Silber   | –                  | 2. Platz                                                         |
| Bronze   | –                  | 3. Platz                                                         |
| Grün     | –                  | Platzierung in den Punkten                                       |
| Blau     | –                  | Klassifiziert außerhalb der Punkteränge                          |
| Violett  | DNF                | Rennen nicht beendet (did not finish)                            |
| Violett  | NC                 | nicht klassifiziert (not classified)                             |
| Rot      | DNQ                | nicht qualifiziert (did not qualify)                             |
| Rot      | DNPQ               | in Vorqualifikation gescheitert (did not pre-qualify)            |
| Schwarz  | DSQ                | disqualifiziert (disqualified)                                   |
| Weiß     | DNS                | nicht am Start (did not start)                                   |
| Weiß     | WD                 | zurückgezogen (withdrawn)                                        |
| Hellblau | PO                 | nur am Training teilgenommen (practiced only)                    |
| Hellblau | TD                 | Freitags-Testfahrer (test driver)                                |
| ohne     | DNP                | nicht am Training teilgenommen (did not practice)                |
| ohne     | INJ                | verletzt oder krank (injured)                                    |
| ohne     | EX                 | ausgeschlossen (excluded)                                        |
| ohne     | DNA                | nicht erschienen (did not arrive)                                |
| ohne     | C                  | Rennen abgesagt (cancelled)                                      |
| ohne     | keine WM-Teilnahme |                                                                  |
| sonstige | P/fett             | Pole-Position                                                    |
| sonstige | 1/2/3/4/5/6/7/8    | Punktplatzierung im Sprint-/Qualifikationsrennen                 |
| sonstige | SR/kursiv          | Schnellste Rennrunde                                             |
| sonstige | *                  | nicht im Ziel, aufgrund der zurückgelegten Distanz aber gewertet |
| sonstige | ()                 | Streichresultate                                                 |
| sonstige | unterstrichen      | Führender in der Gesamtwertung                                   |

#### Rekorde in der Formel 1
- Meiste Podestplätze (13) eines sieglosen Fahrers (8-mal 2. Platz, 5-mal 3. Platz)

### Einzelergebnisse in der FIA-Formel-E-Meisterschaft
| Jahr    | Team                           | 1    | 2     | 3    | 4   | 5   | 6   | 7   | 8   | 9    | 10  | 11    | 12  | Punkte | Rang |
| ------- | ------------------------------ | ---- | ----- | ---- | --- | --- | --- | --- | --- | ---- | --- | ----- | --- | ------ | ---- |
| 2014/15 | Venturi Formula E Team         | BEI  | PUT   | PUN  | BUE | MIA | LBH | MON | BER | MOS  | LON | LON   |     | 31     | 12.  |
| 2014/15 | Venturi Formula E Team         | *13* | °DSQ° | °10° | °8° | 12  | 11  | 10  | 5   | 3    | 13  | (DNF) |     | 31     | 12.  |
| 2015/16 | Mahindra Racing Formula E Team | BEI  | PUT   | PUN  | BUE | MEX | LBH | PAR | BER | LON  | LON |       |     | 53     | 10.  |
| 2015/16 | Mahindra Racing Formula E Team | 3    | °9°   | INJ  | 7   | 8   | 4°  | 12  | °7° | °13° | 7   |       |     | 53     | 10.  |
| 2016/17 | Mahindra Racing Formula E Team | HKG  | MAR   | BUE  | MEX | MON | PAR | BER | BER | NYC  | NYC | MTR   | MTR | 88     | 7.   |
| 2016/17 | Mahindra Racing Formula E Team | 3    | 9     | 15   | 12  | 3   | 3   | 3   | 10  | DNF  | °3° | DNF   | 5   | 88     | 7.   |
| 2017/18 | Mahindra Racing                | HKG  | HKG   | MAR  | SAN | MEX | PUN | ROM | PAR | BER  | ZÜR | NYC   | NYC | 42     | 11.  |
| 2017/18 | Mahindra Racing                | 3    | 16    | 7    | DNF | DNF | DNF | 16  | 11  | 10   | 6   | 6     | 8   | 42     | 11.  |

| Legende                      | Legende       | Legende                                                                 |
| Farbe                        | Abkürzung     | Bedeutung                                                               |
| ---------------------------- | ------------- | ----------------------------------------------------------------------- |
| Gold                         | —             | Sieger                                                                  |
| Silber                       | —             | 2. Platz                                                                |
| Bronze                       | —             | 3. Platz                                                                |
| Grün                         | —             | Platzierung in den Punkten                                              |
| Blau                         | —             | Klassifiziert außerhalb der Punkteränge                                 |
| Violett                      | DNF           | Rennen nicht beendet                                                    |
| Violett                      | NC            | nicht klassifiziert                                                     |
| Rot                          | DNQ           | nicht qualifiziert                                                      |
| Schwarz                      | DSQ           | disqualifiziert                                                         |
| Weiß                         | DNS           | nicht am Start                                                          |
| Weiß                         | WD            | zurückgezogen                                                           |
| Weiß                         | C             | Rennen abgesagt                                                         |
| Blanko                       |               | nicht teilgenommen                                                      |
| Blanko                       | DNP           | gemeldet, aber nicht teilgenommen                                       |
| Blanko                       | INJ           | verletzt oder krank                                                     |
| Blanko                       | EX            | ausgeschlossen                                                          |
| sonstige Formate und Zeichen | P/fett        | Pole-Position                                                           |
| sonstige Formate und Zeichen | kursiv        | Schnellste Rennrunde (ab 2017/18: Schnellste Rennrunde der ersten Zehn) |
| sonstige Formate und Zeichen | unterstrichen | Führender in der Gesamtwertung                                          |
| sonstige Formate und Zeichen | °             | FanBoost                                                                |
| sonstige Formate und Zeichen | *             | nicht im Ziel, aufgrund der zurückgelegten Distanz aber gewertet        |
| sonstige Formate und Zeichen | ( )           | Streichresultat                                                         |

### Le-Mans-Ergebnisse
| Jahr | Team             | Fahrzeug          | Teamkollege        | Teamkollege          | Platzierung            | Ausfallgrund |
| ---- | ---------------- | ----------------- | ------------------ | -------------------- | ---------------------- | ------------ |
| 1999 | AMG Mercedes     | Mercedes-Benz CLR | Christophe Bouchut | Peter Dumbreck       | Ausfall                | Unfall       |
| 2012 | Rebellion Racing | Lola B12/60       | Nicolas Prost      | Neel Jani            | Rang 4                 |              |
| 2013 | Rebellion Racing | Lola B12/60       | Nicolas Prost      | Neel Jani            | Rang 39                |              |
| 2014 | Rebellion Racing | Rebellion R-One   | Nicolas Prost      | Mathias Beche        | Rang 4 und Klassensieg |              |
| 2015 | Rebellion Racing | Rebellion R-One   | Nicolas Prost      | Mathias Beche        | Rang 23                |              |
| 2016 | Rebellion Racing | Rebellion R-One   | Nicolas Prost      | Nelson Piquet junior | Rang 29                |              |

### Sebring-Ergebnisse
| Jahr | Team             | Fahrzeug    | Teamkollege | Teamkollege     | Platzierung | Ausfallgrund  |
| ---- | ---------------- | ----------- | ----------- | --------------- | ----------- | ------------- |
| 2012 | Rebellion Racing | Lola B12/60 | Neel Jani   | Nicolas Prost   | Rang 30     |               |
| 2013 | Rebellion Racing | Lola B12/60 | Neel Jani   | Nicolas Prost   | Rang 3      |               |
| 2017 | Rebellion Racing | Oreca 07    | Neel Jani   | Sébastien Buemi | Ausfall     | Lichtmaschine |

## Ehrungen
- ADAC Junior-Motorsportler des Jahres 1999